# Boissevain (Manitoba)

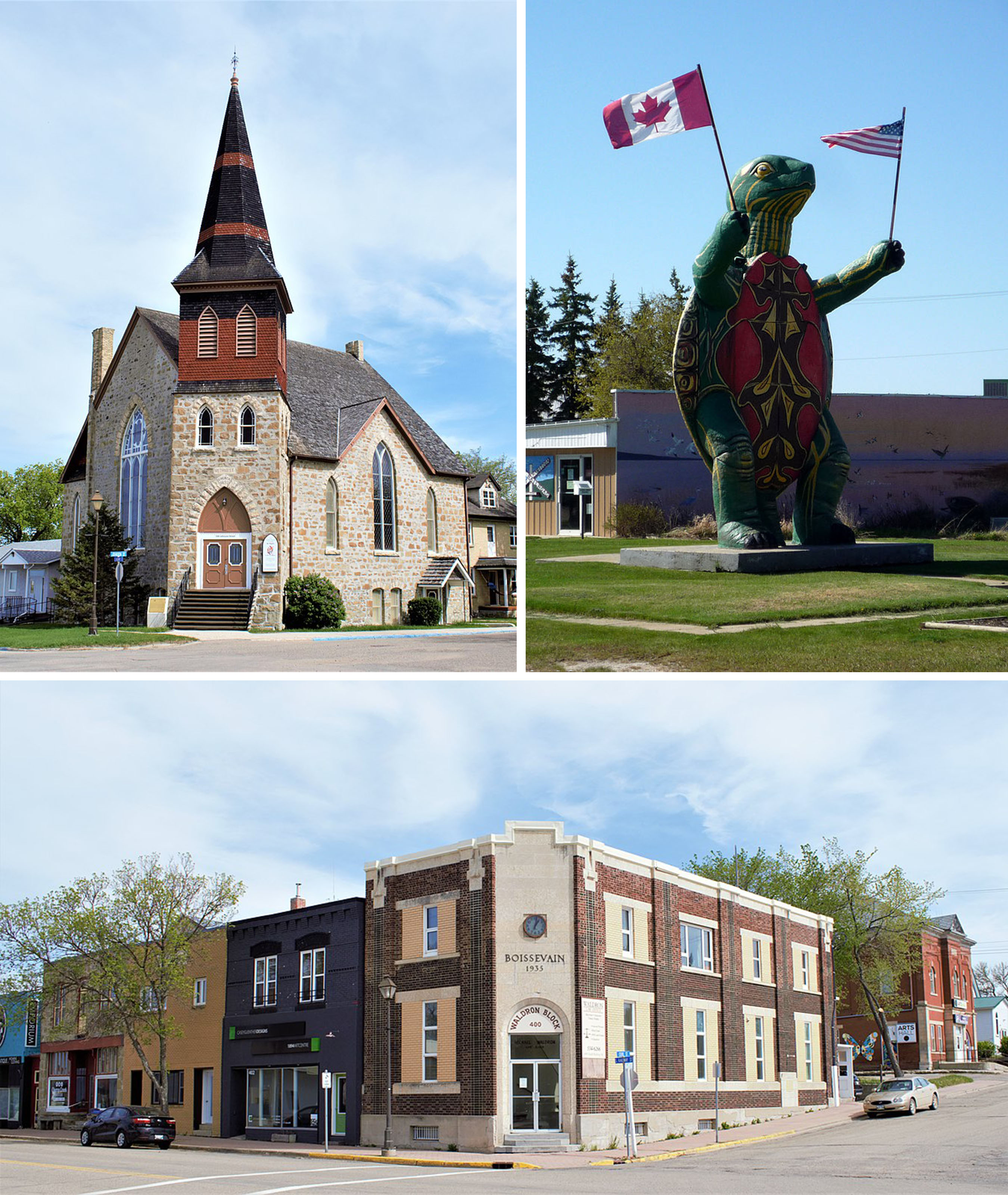
Impressionen aus Boissevain, Manitoba, im Uhrzeigersinn von oben links: St. Paul’s United Church, Tommy the Turtle Statue, ehemaliges Postamt von Boissevain im Stadtzentrum.

Boissevain ist eine Kleinstadt in der kanadischen Provinz Manitoba und grenzt an die US/kanadische Grenze von North Dakota. In der Kleinstadt leben ca. 1500 Menschen. Die Kleinstadt ist bekannt für ihren International Peace Garden sowie für ihre künstlerischen Zeichnungen an mehreren Gebäuden. Die Kleinstadt wurde nach Adolphe Boissevain benannt, welcher maßgeblich an der Finanzierung der Canadian Pacific Railway beteiligt war. Die umgebende Region ist Teil der auch als Aspen Parkland bezeichneten Ökoregion.
Boissevain befindet sich in der Nähe vom Turtle Mountain Provincial Park, in dem jeden Sommer das Schildkrötenrennen „International Turtle Derby“ stattfindet. Als Maskottchen für das Rennen und auch die Stadt gibt es „Tommy the Turtle“, die 28 Fuß große Statue einer Zierschildkröte, die eine kanadische und eine amerikanische Flagge in seinen Händen hält.
Im Umkreis von etwa 50 km der Kleinstadt leben insgesamt 15.000 Menschen. In der Stadt befindet sich ein Radiosender (CRJB), welcher von Golden West Broadcasting betrieben wird.